# Дионисий (Шлёнов)
Игумен Дионисий (в миру Алексе́й Вале́рьевич Шлёнов; 15 ноября 1971) — священник Русской православной церкви (игумен), доцент Московской духовной академии, кандидат богословия (1998), заведующий Академической библиотекой Московской духовной академии, наместник Андреевского монастыря, поэт.

## Биография
Родился 15 ноября 1971 года в Москве, крещен в младенчестве. В 1988 года закончил среднюю школу № 91 города Москвы.
4 июня 1994 года окончил Московскую духовную семинарию, в июне 1998 года — Московскую духовную академию со степенью кандидата богословия, защитив диссертацию на тему: «Преподобный Никита Стифат и его богословские сочинения».
27 марта 1998 года пострижен в монашество с именем Дионисий. 11 апреля 1998 года хиротонисан во иеродиакона, а 21 ноября 1998 года — в сан иеромонаха.
В 1999 году стал одним из инициаторов возрождения преподавания классических языков и новогреческого языка в Московской духовной академии и семинарии на базе Греческого кабинета, созданного в 1998 году. Неоднократно посещал Грецию и Западную Европу с учебными целями. Греческий кабинет был создан как центр преподавания новогреческого языка и как база для развития преподавания классических языков. В 1999—2012 годы преподавал древнегреческий и латинский языки в МДАиС.
В 2001—2010 годы читал в Православном Свято-Тихоновском гуманитарном университете курсы по патрологии (отцы Добротолюбия и византийская патрология (с VI в.)).
С 2003 года — заместитель главного редактора академического журнала «Богословский вестник».
14 октября 2006 года на праздник Покрова Пресвятой Богородицы в Покровском академическом храме МДА был возведён в сан игумена.
В 2006—2011 годы преподавал византологию в Московской духовной академии и семинарии.
В 2006—2012 годы — инициатор и руководитель проекта по созданию библиотеки на иностранных языках, в результате которого Библиотека МДА пополнилась на 53 тысяч книг, полученных в дар из различных университетов и институтов Западной Европы. 16 марта 2010 года назначен на должность заведующего библиотекой Московской духовной академии.
28 марта 2010 года награждён правом ношения палицы.
С сентября 2012 года заведующий профилем «Греческая христианская литература» на отделении христианской литературы, открытом на базе кафедры Филологии МДА, преподаватель курса «История византийской богословской литературы» на данном профиле, и других курсов, включая чтение оригинальных текстов христианских авторов.
С 2017 года — профессор кафедры Филологии Московской духовной академии.
В 2019-2021 годы руководил Издательством МДА.
24 марта 2022 года решением Священного Синода Русской православной церкви назначен наместником Андреевского ставропигиального мужского монастыря года Москвы и руководителем Аспирантуры МДА.
22 июня 2022 года награждён медалью преподобного Епифания Премудрого II степени за труды на поприще православного книгоиздания.
18 июля 2022 года за богослужением в Троице-Сергиевой Лавре патриархом Кириллом поставлен игумена с вручением игуменского посоха.
24 августа 2023 года решением Священного Синода РПЦ введён в состав Синодальной библейско-богословской комиссии.

## Публикации
Статьи в Православной энциклопедии:
- Андроник Каматир // Православная энциклопедия. — М., 2001. — Т. II : Алексий, человек Божий — Анфим Анхиальский. — С. 421. — 40 000 экз. — ISBN 5-89572-007-2.
- Антоний, митр. Лариссы // Православная энциклопедия. — М., 2001. — Т. II : Алексий, человек Божий — Анфим Анхиальский. — С. 614. — 40 000 экз. — ISBN 5-89572-007-2.
- Антоний III Студит // Православная энциклопедия. — М., 2001. — Т. II : Алексий, человек Божий — Анфим Анхиальский. — С. 655. — 40 000 экз. — ISBN 5-89572-007-2.
- Антоний Мелисса // Православная энциклопедия. — М., 2001. — Т. II : Алексий, человек Божий — Анфим Анхиальский. — С. 672. — 40 000 экз. — ISBN 5-89572-007-2.
- Ареопагитики // Православная энциклопедия. — М., 2001. — Т. III : Анфимий — Афанасий. — С. 195—213. — 40 000 экз. — ISBN 5-89572-008-0. (совместно с А. Р. Фокиным)
- Аркадий // Православная энциклопедия. — М., 2001. — Т. III : Анфимий — Афанасий. — С. 261. — 40 000 экз. — ISBN 5-89572-008-0.
- Арсений Философит // Православная энциклопедия. — М., 2001. — Т. III : Анфимий — Афанасий. — С. 442. — 40 000 экз. — ISBN 5-89572-008-0.
- Варсонофий Великий // Православная энциклопедия. — М., 2003. — Т. VI : Бондаренко — Варфоломей Эдесский[англ.]. — С. 484—496. — 39 000 экз. — ISBN 5-89572-010-2.
- Василий Великий. Аскетика // Православная энциклопедия. — М., 2004. — Т. VII : Варшавская епархия — Веротерпимость. — С. 146—148, 169—180, 183—185. — 39 000 экз. — ISBN 5-89572-010-2. (библиография совместно с П. Михайловым);
- Великая Лавра // Православная энциклопедия. — М., 2004. — Т. VII : Варшавская епархия — Веротерпимость. — С. 380—404. — 39 000 экз. — ISBN 5-89572-010-2.
- Диадох Фотикийский // Православная энциклопедия. — М., 2007. — Т. XIV : Даниил — Димитрий. — С. 564—571. — 39 000 экз. — ISBN 978-5-89572-024-0. (совместно с С. С. Кимом)
- Добротолюбие (греческое и русское) // Православная энциклопедия. — М., 2007. — Т. XV : Димитрий — Дополнения к „Актам Историческим“. — С. 491—502, 505—512. — 39 000 экз. — ISBN 978-5-89572-026-4.
- Дорофей Газский // Православная энциклопедия. — М., 2007. — Т. XVI : Дор — Евангелическая церковь союза. — С. 32-43. — 39 000 экз. — ISBN 978-5-89572-028-8. (совместно с М. М. Бернацким)
- Досифей // Православная энциклопедия. — М., 2007. — Т. XVI : Дор — Евангелическая церковь союза. — С. 47-48. — 39 000 экз. — ISBN 978-5-89572-028-8.
- Иоанн Лествичник // Православная энциклопедия. — М., 2010. — Т. XXIV : Иоанн Воин — Иоанна Богослова Откровение. — С. 404-431. — 39 000 экз. — ISBN 978-5-89572-044-8.

статьи
- «Распространение христианства на Британских островах» // Духовный мир. Сборник работ учащихся Московских духовных школ. № 1. 1994. — С. 93-102;
- У врат небесный обителей // Встреча. 1996 — № 2. — С. 26-29
- Тайна рая: отрывки о рае из богословских сочинений прп. Никиты Стифата по славянской «Диоптре» Филиппа Пустынника // Богословский вестник № 3. 2003. — С. 70-128;
- Библиографический указатель к ТСО [Вступительные статьи, а также руководство и участие в составлении указателей] // Богословский вестник № 3. 2003. — С. 276—349; № 4. 2004. — С. 410—477; № 5-6. 2005—2006. — С. 493—627. (совместно с А. Г. Дунаевым)
- «Гефсиманское моление в свете христологии прп. Максима Исповедника» // Богословский сборник 8. — М., 2001. — С. 165—196; испр. и дополненное переизд. в кн.: Диспут с Пирром. Прп. Максим Исповедник и христологические споры VII столетия. М., 2004. — С. 339—378;
- Празднование Рождества и Крещения согласно древним свидетельствам и памятникам полемической письменности середины XI века. // Богословский вестник. 2009. — № 8-9. — С. 222—274.
- Догматическая сторона споров об опресноках // Православное учение о Церковных Таинствах : V Международная богословская конференция Русской православной церкви (Москва, 13-16 ноября 2007 г.). — М. : Синодальная библейско-богословская комиссия, 2009. — 446 с. — С. 154—168
- История библиотеки Московской Духовной Академии // Московской Духовной Академии 325 лет: Юбилейный сборник статей. Т. 1. Кн. 2. — М., 2010. — С. 19-47
- Тернистый путь классических языков в Московских духовных школах // Богословский вестник. 2010. — № 11-12. — С. 548—622
- Периодические издания Московской духовной академии: дореволюционные период // Московской духовной академии 325 лет: Юбилейный сборник статей в 2-х томах. Том 1. Книга 2: История Московской духовной академии. 1685—1995. — М.: Московская духовная академия. — М.: Нео-ТекПро, 2010. — С. 141—163
- Добродетель послушания в греческой святоотеческой традиции // Жизнь во Христе: христианская нравственность, аскетическое предание Церкви и вызовы современной эпохи. VI Международная богословская конференция Русской православной церкви, Москва, 15-18 ноября 2010 года. — Москва, 2012. — С. 430—441.
- «Богословский вестник» 1945—1946 гг.: новая находка на пути от дореволюционного к современному академическому журналу // Богословский вестник. 2013. — № 13. — С. 25-48
- Свт. Феофан Затворник как переводчик русского «Добротолюбия»: на примере 10-13, 41, 51-54 глав из первой сотницы прп. Симеона Нового Богослова // Феофановские чтения : сб. науч. статей. Вып. VIII / Ред. В. В. Каширина. — Рязань : Рязанский государственный ун-т им. С. А. Есенина, 2015. — 516 с. — С. 395—415
- Неизданные лекционные курсы профессоров и преподавателей Московской духовной академии // Гуманитарные науки в теологическом пространстве : Взаимодействие духовного и светского образования в России на примере Московской духовной академии с начала XIX в. по настоящее время : Сборник статей в честь 200-летнего юбилея пребывания Московской духовной академии в Троице-Сергиевой Лавре. — Сергиев Посад : Московская духовная академия и семинария, 2015. — 410 с. — С. 318—330
- Иерархическое посредство и непосредственность теофании по «Ареопагитикам» // Богословский вестник. 2015. — № 16-17. — С. 69-97
- Образы царской власти в греческой аскетической литературе Византии: сравнение образов «царя» и «плача» у прп. Симеона Нового Богослова и их контекст // Богословский вестник. — 2015. — № 18-19 — С. 136—167
- Лавра и академия: к 70-летнему юбилею первой литургии в Успенском соборе Троице-Сергиевой лавры // Богословский вестник. 2016. — № 20-21. — С. 262—274
- Понятие «аватон» (ἄβατον) в христианской литературе и византийской монашеской традиции // Богословский вестник. 2016. — № 22-23. — С. 264—297
- Фрагмент о приобщении «знанию и мудрости» в трактате «Об иерархии» (32-40) преподобного Никиты Стифата и его контекст // Богословский вестник. 2017. — № 24-25. — С. 199—236
- Представления о «царском пути» в византийском богословии и аскетике: На примере учения о шествии души к Богу преподобного Никиты Стифата // Богословский вестник. 2017. — № 26-27 — С. 355—391
- Принцип «Познай себя» у прп. Никиты Стифата в контексте византийской традиции // Богословский вестник 2017. — № 28. — С. 96-126
- Восхождение по лествице в одеждах доброделания по учению святителя Феофана // Феофановские чтения. 2017. — Вып. X. — Ч. 1. — С. 92-108.
- Предисловие главного редактора // Метафраст. 2019. — № 1 (1). — С. 15-18.
- «Эпитет свт. Николая θαυματουργός в византийской литературной традиции» // Метафраст. 2019. — № 1 (1). — С. 19-34.
- Диспут между легатом Фомой и преподобным Никифором Исихастом о православной вере // Метафраст. 2019. — № 2 (2). — С. 135—158.
- Учение прп. Никиты Стифата о «четырех главных добродетелях» в контексте античной и византийской литературы. Часть I // Богословский вестник. 2019. — Т. 32. — № 1. — С. 192—209.
- Учение прп. Никиты Стифата о «четырёх главных добродетелях» в контексте античной и византийской литературы. Часть ΙΙ // Богословский вестник. 2019. Т. 33. — № 2. — С. 178—203.
- Images of Royal Power in Byzantine Ascetic Literature: «King» and «Penthos» in the Works and Background of St. Symeon the New Theologian // Faith and Community around the Mediterranean. In Honor of Peter R. L. Brown. Сер. «Études byzantines et post-Вyzantines. Nouvelle série» Académie roumaine; Institut d'études sud-est européennes; Société roumaine d'études Вyzantines. — Heidelberg, 2019. — P. 251—274.
- Священник Феодор Делекторский (в будущем епископ Никита) и его гимн Московской духовной академии // Богословский вестник. 2019. — № 4 (35). — С. 222—256
- Термин «удаление» (ἀναχώρησις) в греческой христианской литературе и его значение для монашеской традиции // Монашество в истории. Актуальные проблемы и новые методы в исследованиях. Материалы I и II научных конференций (2017—2018). 2019. — С. 5-16.
- Идея духовной победы в Откровении св. Иоанна Богослова: по текстам византийской христианской литературы // Вопросы богословия. 2020. — № 2 (4). — С. 38-61.
- Иван Николаевич Корсунский: материалы к биографии // Метафраст. 2020. — № 1 (3). — С. 205—234.
- Страх человеческий и страх Божий по учению прп. Никиты Стифата в контексте предшествующей традиции // Богословский вестник. 2020. — № 4 (39). — С. 188—222
- Познание Отца через Сына по святителю Иринею Лионскому и в последующей традиции на примере Adversus Haereses V 16. 2 (Fr. 15) // Святитель Ириней Лионский в богословской традиции Востока и Запада. Материалы Пятой международной патристической конференции Общецерковной аспирантуры и докторантуры имени святых Кирилла и Мефодия. 2020. — С. 392—409.
- Принцип монархии в экклесиологии и его более широкий контекст. Предисловие // Внутритроичная монархия Отца и новоявленный монарх экклезиологии Фанара / монах Серафим (Зисис). — Москва : ИД «Познание», 2021. — 104 с. — ISBN 978-5-6044877-1-6 — С. 9-24
- Традиция Масленицы или Сырной седьмицы в Византии // Журнал Московской патриархии. 2021. — № 2 (951). — С. 74-79
- Гряди вон! Воскресение Лазаря в греческой литературе на примере экзегезы Ин 14:43 // Журнал Московской патриархии. 2021. — № 3 (952) — С. 54-59.
- Преподавательская деятельность И. Н. Корсунского в Московской духовной академии // Метафраст. 2021. — № 1 (5). — С. 182—223.
- Учение о непрестанном плаче прп. Симеона Нового Богослова и прп. Никиты Стифата // Богословский вестник. 2021. — № 4 (43). — С. 119—143.
- Слово и образ в греческой христианской литературе // Таинство слова и образа: сборник материалов научно-богословской конференции кафедры филологии Московской духовной академии 18-19 ноября 2020 г. — Сергиев Посад: МДА, 2021. — С. 56-65.
- Образ Царя: к истории цитирования Basilius Caesariensis «De Spiritu Sancto» 18,45 в эпоху иконоборческих споров // Таинство слова и образа: сборник материалов научно-богословской конференции кафедры филологии Московской духовной академии 18-19 ноября 2020 г. — Сергиев Посад: МДА, 2021. — С. 66-98.
- Патрология как место встречи науки и творчества // Духовный арсенал: научно-богословское и церковно-общественное издание. — 2023. — № 1 (9). — С. 32—45.

переводы и публикации текстов:
- Лев Великий, свт. Слово первое о Страстях Господних // Духовный мир : Сборник работ учащихся московских духовных школ : Вып. 1. Сергиев Посад: Изд-во Московской православной духовной академии, 1994. — С. 80-83.
- Никита Стифат, прп. Что есть новое небо? [публикация слав. текста и рус. пер.] // Богословский вестник. № 3. 2003. С. 79-90;
- Никита Стифат, прп. Исповедание веры // Богословский вестник. № 4. 2004. С. 91-105;
- Никита Стифат, прп. Вступление к книге Божественных гимнов [прп. Симеона Нового Богослова] // Богословский вестник. № 5-6. 2005—2006. С. 151—177;
- Никита Стифат, прп. Первое обличительное слово против армян // Богословский вестник № 7. 2008. С. 39-104; (совместно с М. А. Рапава)
- Никита Стифат, прп. Второе и третье обличительные слова против армян // Богословский вестник. 2010. — № 10. — С. 32-124. (совместно с М. А. Рапава)
- Никита Стифат (прп.) Слово против иудеев / прп. Никита Стифат; авт. вст. ст., пер. с древнегреч. и прим. игум. Дионисий (Шленов) // Богословский вестник. 2017. — № 29. — С. 266—282
- Никита Стифат (прп.) Из третьей сотницы писем. Афанасию игумену монастыря Всесвятского о канонах / прп. Никита Стифат; авт. пер. с древнегр. и прим. игум. Дионисий (Шленов) // Богословский вестник. 2017. — № 30. — С. 300—318
- Никита Стифат (прп.) О студийских обычаях: «Об опоясании студийский диаконов», «О лобызании, осуществляемом с помощью рук», «О „но соблаговолил аллилуия“ степеней» / прп. Никита Стифат; авт. вст. ст., пер. с древнегреч. и прим. игум. Дионисий (Шленов) // Богословский вестник. 2017. — № 31. — С. 312—330
- Диспут между легатом Фомой и прп. Никифором Исихастом о православной вере / вступительная статья, перевод и примечания игумена Дионисия (Шлёнова) // Метафраст. 2019. — № 2 (2). — С. 135—158.

редакция и составление
- Хрестоматия по латинской христианской литературе: с приложением латинско-русского словаря / авт.-сост. игум. Дионисий (Шленов). — Сергиев Посад : Изд-во Московской духовной акад., 2010. — 419 с. — ISBN 978-5-87245-132-7
- Московская духовная академия (1814—2014) : 200 лет в Лавре у Троицы / [редакционная коллегия: игумен Дионисий (Шленов) — ответственный редактор и др.]. — Сергиев Посад : МДА, 2014. — 245 с.
  - Moscow theological academy (1814—2014): 200 years in the Laura by the Trinity / [publishing editor hegumen Dionysius (Shlenov); translator N. Kolotovkin]. — Sergiev Posad : [s. n.], 2014. — 245, [2] с.
- Гуманитарные науки в теологическом пространстве: взаимодействие духовного и светского образования в России на примере Московской духовной академии с начала XIX в. по настоящее время : сборник статей в честь 200-летнего юбилея пребывания Московской духовной академии в Троице-Сергиевой Лавре / [отв. ред. — игумен Дионисий (Шленов)]. — Сергиев Посад : Московская духовная акад., 2015. — 408 с. — ISBN 978-5-87245-180-8 — 1000 экз.
- Сила царского подвига : стихотворения о Распятии и Воскресении Спасителя и о духовном пути Руси / игумен Дионисий (Шленов). — Изд. 2-е, испр. и доп. — Сергиев Посад : [б. и.], 2018. — 765 с. — ISBN 978-5-87245-231-7
- Хрестоматия по латинской христианской литературе: с приложением латинско-русского словаря : учебное пособие по курсу «Латинский язык» для бакалавриата духовных школ: [антология] / Общецерковная аспирантура и докторантура им. святых равноапостольных Кирилла и Мефодия; автор-составитель игумен Дионисий (Шлёнов). — Москва : Общецерковная аспирантура и докторантура им. святых равноапостольных Кирилла и Мефодия [и др.], 2019. — 419 с. — (Учебник бакалавра теологии. Латинский язык). — ISBN 978-5-906960-50-4 : 2000 экз.
- Права Церквей и единство Церкви : каноническое и историческое исследование по поводу украинского церковного вопроса / [перевод с греческого игумена Дионисия (Шленова); отв. ред. А. С. Савельева]. — Москва : Познание, 2022. — 134 с. — ISBN 978-5-6044875-0-1 — 3000 экз.